# Shin Won-sik
Shin Won-sik (en hangul, 신원식, Tongyeong, 24 de julio de 1958) es un teniente general retirado del ejército de Corea del Sur y exvicepresidente del Estado Mayor Conjunto. Entre el 7 de octubre de 2023 y el 9 de septiembre de 2024, ocupó el cargo de ministro de Defensa Nacional dentro del gabinete del presidente Yoon Suk Yeol. Entre el 12 de agosto de 2024 y el 4 de junio de 2025 ocupó el puesto de director de la Oficina de Seguridad Nacional de Corea del Sur.

## Biografía
Nació en 1958 en Tongyeong, provincia de Gyeongsang del Sur. Se graduó en la 37.ª promoción de la Academia Militar de Corea en 1981.
El 24 de octubre de 1985, un soldado de la 5.ª Compañía del 2.º Batallón, 21.º Regimiento, 8.ª División del Ejército, de la que el capitán Shin Won-sik era el comandante de la compañía en ese momento, murió en un accidente de entrenamiento. En ese momento, el ejército informó que el accidente se debió a una munición sin detonar. Una nueva investigación posterior realizada por la Comisión de Investigación de Accidentes de la Red Militar Presidencial determinó que el accidente se debió a una bala disparada incorrectamente.
De 2012 a 2013, se desempeñó como comandante general del Comando de Defensa de la Capital, a cargo de la defensa de Seúl. Su último rango fue el de teniente general y se desempeñó como jefe de operaciones del Estado Mayor Conjunto y vicepresidente del Estado Mayor Conjunto. Se retiró del ejército en 2016.
En 2020, fue elegido miembro de la vigésimo primera Asamblea Nacional de la República de Corea por el Partido del Futuro de Corea, que luego se fusionó con el Partido del Futuro Unido (ahora Partido del Poder Popular). El 13 de septiembre de 2023, el presidente Yoon Suk Yeol le nominó como candidato a ministro de Defensa Nacional. Su nominación fue confirmada el 7 de octubre de 2023. Shin es considerado un halcón en la política exterior de Corea del Sur hacia Corea del Norte, habiendo criticado la Política del Sol de su país.
El 12 de agosto de 2024, fue nombrado octavo director de la Oficina de Seguridad Nacional de Corea del Sur. Hasta la toma de posesión de su sucesor, ejerció temporalmente como jefe de Seguridad y ministro de Defensa.  Finalmente el 6 de septiembre de 2024, el presidente Yoon Suk Yeol aprobó el nombramiento de Kim Yong-hyun, exjefe del Servicio de Seguridad Presidencial, como ministro de Defensa.